# نوال بخش
نوال بخش (ولدت في مكة المكرمة 1954م / 1374هـ) إعلامية سعودية، مديرة إدارة الأسرة والطفل بإذاعة الرياض، التي عملت بها منذ إنشائها في عام 1384هـ. كما كانت أول فتاة سعودية تطل على شاشة تلفزيون المملكة في عام 1386هـ، وأول صوت نسائي يقدم البرامج الجماهيرية على الهواء من إذاعة الرياض خلال الفترة المفتوحة في أول أيام عيد الفطر في عام 1416هـ.

## الدراسة والعمل
- من مواليد مكة المكرمة 1954-1374هـ، متزوجة من اللواء صالح بن عبدالعزيز بن مليك، ولها ابنان وابنتان.[2]
- تخرجت من العاشرة الابتدائية «الرياض» عام 1383هـ-1963م.
- ومن معهد إعداد المعلمات المتوسط بالرياض عام 1386هـ-1966م.
- ومن الثانوية الأولى بالرياض عام 1404هـ-1984م «القسم الأدبي».
- خريجة كلية الآداب بجامعة الملك سعود في تخصص «الخدمة اجتماعية» عام 1408هـ-1988م.
- حاصلة على دبلوم لغة إنجليزية من جامعة كامبريدج.
- التحقت بالعمل الإذاعي في إذاعة الرياض 1964هـ-1384م وكانت أول مذيعة سعودية.
- عملت في القناة الأولى بالتليفزيون السعودي وكانت أول سيدة تظهر على شاشة التلفزيون السعودي.
- تخصصت في تقديم برامج المرأة والطفل وتفرعت برامجها لتشمل المجال الاجتماعي، والخيري، والنسائي.
- عملت مديرة الإدارة النسائية بالإذاعة والمشرفة على برامج الأسرة والطفل من 1414هـ-1994م حتى 1424هـ-2004م
- عضو جمعية النهضة الخيرية النسائية بالرياض.
- عضو الجمعية السعودية الخيرية لرعاية الأطفال المعاقين بالرياض.

### إدارة القسم النسائي في إذاعة الرياض
في عام 1417هـ تم تكليفها من قبل الدكتور فؤاد الفارسي وزير الإعلام في ذلك الوقت بالإدارة والإشراف على القسم النسائي بإذاعة الرياض، ومن خلال هذه المهمة أنجزت الكثير من الخطوات التي يشار إليها بالبنان التي سعت من خلالها لتطوير العمل الإذاعي وكان منها:
- نقل العمل الإذاعي من الاستديو إلى الميدان لمتابعة مختلف الأنشطة وربط الإذاعة بالمجتمع.
- وضع أهداف علمية ومدروسه للعمل الإذاعي.
- تأهيل وتدريب المذيعات المستجدات.
- التركيز على العمل لنقل صورة حقيقية ومشرفة لعمل المرأة في المجال الإذاعي إلى الأسرة والمجتمع، وإيصال مفهوم بأن عمل المرأة الإذاعي يصب في خدمة المجتمع وهو واجب وطني وضرورة حتمية لخدمة المجتمع بكل فئاته، وأن دور المرأة هام وفعال بما يخدم مصالح الدولة.
- الاهتمام بفئة الشباب من العاملين والعاملات في مجال الإعلام بشكل عام والإذاعي بشكل خاص.[3]

## قصتها مع الملك فيصل
تروي نوال بخش القصة التي تسبب في لقائها بالملك فيصل بن عبد العزيز آل سعود قائلة: «بعد مسيرتي في الإذاعة قدمت برامج في التلفزيون، وبدأت ضجة بوجود بنت سعودية تقدم في التلفزيون مع بداية ظهوره بالسعودية بين عام 1385 هجرية حتى بداية التسعينيات الهجرية».
كنت أكمل دراستي في معهد المعلمات، وكان هناك تشدد في تلك الفترة، وحينما ظهرت في التلفزيون بدأ الناس يتكلمون عني. حينها ورد خطاب لمديرة المعهد في تلك الفترة وكانت من الجنسية العراقية ونص الخطاب: "تفصل نوال بخش من المعهد وتقفل جميع مدارس رئاسة تعليم البنات أمامها"، فكان خطابا صادمًا”.
و تقول: “كنت حزينة مكسورة. فذنبي الوحيد أني أقدم برامج في تلفزيون بلادي”، حينها علم مدير التلفزيون فوزان الفوزان فاقترح عليها عرض مشكلتها على الملك فيصل وولي عهده الأمير خالد بن عبد العزيز، وبالفعل توجهت لمقابلة الملك، وجلست بانتظار دخولها على الملك فيصل حتى تم الإذن لها.
“كنت أقترب حتى توقفت بالقرب من الملك فيصل، لم أنطق بكلمة. عندها سألني الملك وأخبرته بقصتي. وقال لي: “سأتوسط لك عند الشيخ ناصر الراشد وانتي راجعي المعهد بعد 3 أيام”.
وأشارت نوال إلى أنها شعرت بالخوف والارتباك الكبير من شخصية الملك فيصل الحازمة، ليلتفت إليها الأمير خالد ولي العهد مبتسمًا، ويقول لها: “انتي اللي طلعتي بالتلفزيون”. لتنسحب من المجلس الملكي البسيط، والذي يتكئ فيه الملك وولي عهده إلى جوار شقيقتهما، وهي تعدّ لهما القهوة والشاي بنفسها، في صورة قالت إنها بقيت محفورة في ذاكرتها.
وعادت “نوال” إلى المعهد، حيث وصل خطاب إعادتها مع تعهد بعدم الظهور في التلفزيون، تقول: “عدت للدراسة إلا أني لم أكمل، توقفت وذهبت مع زوجي للدراسة كمبتعثين”.

## برامجها الإذاعية
- البيت السعيد.
- سويعات الأصيل.
- نسيم الصباح.
- ورود وعبير.
- قبل الختام.
- سلامات.[5]

## المشاركات الثقافية
قدمت نوال بخش العديد من البحوث العلمية، وهي عضوة نشطة في العديد من المؤسسات الإعلامية والجمعيات الخيرية الإنسانية والثقافية والاجتماعية داخل المملكة وخارجها.، ومن أنشطتها ومشاركتها الثقافية الآتي:
- المساهمة في متابعة ونقل فعاليات دورات مهرجانات الجنادرية لمدة تجاوزت الخمسة عشر عاما بشكل دوري.
- المشاركة في الملتقى الخامس للإعلاميات العربيات في العاصمة الأردنية عمان الذي عقد برعاية الرئيسة الفخرية لمركز الإعلاميات العربيات صاحبة السمو الملكي الأميرة بسمة بنت طلال، وأقيم هذا الملتقى تحت شعار «الإعلام العربي والحوار مع الآخر» وكان في سبتمبر من عام 2006م.
- ألقت محاضرة بعنوان «دور الإعلام في تنمية المجتمع» في كلية التربية الأقسام الأدبية وبحضور عميدة الكلية وعدد من أعضاء هيئة التدريس ومنسوبات الكلية وعدد كبير من طالباتها. تناولت الأستاذة نوال في ورقتها الشاملة عدداً من المحاور الهامة حول الإعلام وعلاقته بنواحي المجتمع المختلفة يأتي في مقدمتها، أن إعلامنا السعودي جادٌ وله هدف وإنه في تطوّره يطرح التجربة بشكل ملتزم، بحيث يكون أرضاً جيدة للأجيال المقبلة في مجال الإعلام، ونوهت على أهمية الالتزام بالحجاب الشرعي بالنسبة للمرأة العاملة في مجال الإعلام لأن الحجاب الشرعي في الواقع ليس حجاباً على العقل والفكر. [3]
- ألقت محاضرة في نادي تبوك الأدبي بعنوان: (الإعلام التنموي مابين الأسرة والمجتمع رؤية مستقبلية باتجاه رؤية 2030).[7]
- شاركت في الأيام الثقافية السعودية التنوسية عام 2005م في ندوة بعنوان: ثقافة الطفل.[8]

## التكريم
نالت العديد من الميداليات والدروع وشهادات التقدير من مختلف المؤسسات داخل السعودية وخارجها،  ومنها:
- كرمت في (ملتقى الفجيرة الإعلامي الخامس) عام 2014م؛ تقديرًا لخبرتها الإعلامية.[9]
- كرمت ضمن فعاليات معرض جدة الدولي للكتاب عام 2018م.[10]
- كرمت في الاحتفال بمرور خمسين عاماً على إذاعة الرياض.
- وثقت ريادتها الإعلامية في 6 معاجم عربية. موثقة في السيرة الذاتية الموسعة.
- فازت بجائزة مجلة سيدتي للتميز والإبداع كونها إحدى الرائدات في مجال الإعلام. [6]

## وصلات خارجية
- نوال بخش لـ «المدينة»: تكريمي مفاجأة سارة قبل الرحيل..!
- نوال بخش لـ عكاظ: لن أنسى العيد في «أجياد» مكة والحرم.. ويراودني الحنين لمراجيح جدة